# Mozilla Firefox 4
Mozilla Firefox 4 — версия браузера Mozilla Firefox, вышедшая в марте 2011 года и получившая кодовое название Tumucumaque. Эта версия станет последней с длительным циклом разработки — по примеру других браузеров, последующие версии стали выпускаться значительно чаще.

## Особенности
Новая версия браузера обладает изменённым интерфейсом, главное отличие которого в расположении вкладок в заголовке окна. Также Firefox был интегрирован с Firefox Sync, включена поддержка мультитач дисплеев и проект Firefox Panorama, который позволяет объединять вкладки в группы и производить над ними различные операции.
Firefox 4 использует движок Gecko 2.0, в котором была улучшена поддержка HTML5 и CSS3 и добавлена поддержка WebM и WebGL. Браузер также включает улучшенный JavaScript (JägerMonkey).
Информация о состоянии и ссылках перенесена со строки состояния (которая заменена на Панель дополнений) во всплывающий элемент интерфейса. Вернуть функциональность строки состояния можно с помощью дополнения «Status-4-Evar»